# Fińska Formuła 4
Fińska Formuła 4 – cykliczne wyścigi Formuły 4, rozgrywane w Finlandii w latach 1990–2000.

## Mistrzowie
| Sezon | Mistrz           | Zespół               | Samochód               |
| ----- | ---------------- | -------------------- | ---------------------- |
| 1990  | Tero Simonen     |                      | Esttec 884-Volkswagen  |
| 1991  | Ulf Johansson    |                      | Reynard                |
| 1992  | Arto Laitinen    | 500-Kerho            | Ralt RT30-Volkswagen   |
| 1993  | Tero Simonen     |                      | Reynard 893            |
| 1994  | Toni Nieminen    |                      | Ralt RT30              |
| 1995  | Marko Nevalainen |                      | Reynard 873            |
| 1996  | Marko Nevalainen |                      | Bowman BC4             |
| 1997  | Jussi Lailavuo   | F3 Team Finland      | Reynard 923-Volkswagen |
| 1998  | Joonas Salmimäki | 500-Kerho            | Bowman BC3-Volkswagen  |
| 1999  | Joonas Salmimäki |                      | Bowman BC2-Volkswagen  |
| 2000  | Arto Laitinen    | Motor Up Racing Team | Reynard 923-Volkswagen |